# 旺代利库尔
旺代利库尔（法語：Vandélicourt，法語發音：[vɑ̃delikuʁ]）是法国瓦兹省的一个市镇，属于贡比涅区。

## 地理
旺代利库尔（49°30'46"N, 2°47'38"E）面积4.67 平方千米，位于法国上法蘭西大區瓦兹省，该省份为法国北部内陆省份，北起索姆省，西接厄尔省和滨海塞纳省，南至塞纳-马恩省和瓦兹河谷省，东临埃纳省。
与旺代利库尔接壤的市镇（或旧市镇、城区）包括：埃兰库尔-圣玛格丽特、马河畔马雷、马河畔马尔尼、马尔凯格利斯、维涅蒙、维莱叙库丹。

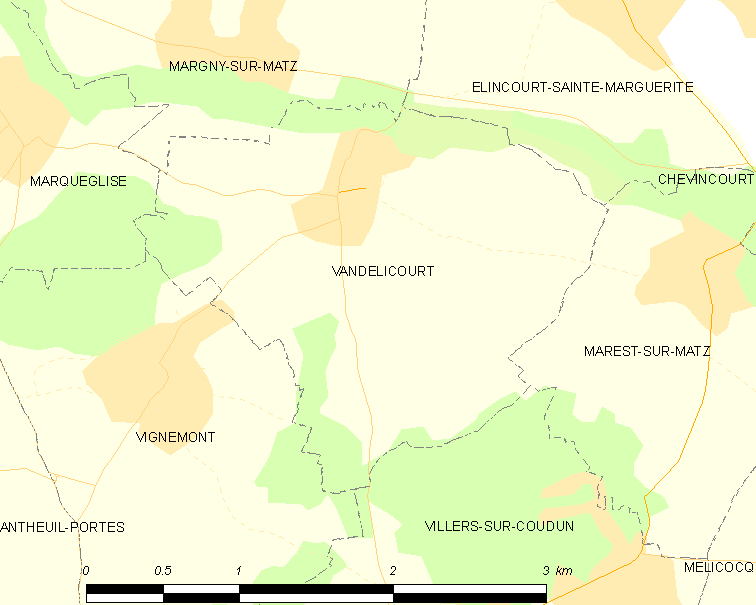
旺代利库尔的OSM定位图

旺代利库尔的时区为UTC+01:00、UTC+02:00（夏令时）。

## 行政
旺代利库尔的邮政编码为60490，INSEE市镇编码为60654。

## 政治
旺代利库尔所属的省级选区为图罗特县。

## 人口

1962-2008年间旺代利库尔人口变化图示

旺代利库尔于2022年1月1日时的人口数量为257人。